# Ostatnie historie
Ostatnie historie – powieść Olgi Tokarczuk wydana w 2004 roku.
Książka składa się z trzech oddzielnych opowieści, ukazujące, w niezależnych od siebie czasie i przestrzeni, historię trzech kobiet: babki, matki i córki, które zostają postawione w sytuacji granicznej.